# Greenwater (Washington)
Greenwater ist ein census-designated place (CDP) im Pierce County im US-Bundesstaat Washington. Zum United States Census 2020 hatte Greenwater 95 Einwohner.
Auf Basis des Pro-Kopf-Einkommens rangiert Greenwater auf Platz 17 unter allen 522 in Washington verglichenen Gebieten. Das ist der höchste Rang im Pierce County. Greenwater bezieht viel von seiner Beliebtheit aus seiner Lage am Mount Rainier National Park, da es Ausgangspunkt für Wanderer und Skifahrer ist. Drei beliebte Campingplätze gibt es in Greenwater: Silver Springs, The Dalles und Buck Creek.

## Geographie
Nach dem United States Census Bureau nimmt der CDP eine Gesamtfläche von 3,9 km² ein, worunter keine Wasserflächen sind. Greenwater liegt am Zusammenfluss von Greenwater River und White River.

### Klima
Greenwater hat nach der Klimaklassifikation nach Köppen und Geiger ein sommerwarmes Mittelmeerklima (abgekürzt „Csb“).
|                        | Jan    | Feb    | Mär    | Apr    | Mai   | Jun   | Jul   | Aug   | Sep   | Okt    | Nov    | Dez    |   |          |
| Mittl. Temperatur (°C) | −0,39  | 2,08   | 3,53   | 6,53   | 10,28 | 12,86 | 15,50 | 15,14 | 12,67 | 8,03   | 3,25   | 0,83   | ⌀ | 7,6      |
| Mittl. Tagesmax. (°C)  | 16,67  | 21,67  | 22,78  | 28,89  | 33,33 | 35,00 | 38,89 | 37,78 | 36,11 | 31,11  | 19,44  | 17,78  | ⌀ | 28,3     |
| Mittl. Tagesmin. (°C)  | −22,22 | −20,56 | −16,11 | −7,22  | −3,89 | −3,33 | −1,11 | −2,22 | −5,56 | −9,44  | −16,11 | −22,22 | ⌀ | −10,8    |
|                        |        |        |        |        |       |       |       |       |       |        |        |        |   |          |
| Niederschlag (mm)      | 199,39 | 152,91 | 123,44 | 108,20 | 76,45 | 70,10 | 29,21 | 41,15 | 83,57 | 135,38 | 200,41 | 228,60 | Σ | 1.448,81 |
|                        |        |        |        |        |       |       |       |       |       |        |        |        |   |          |
| Regentage (d)          | 19     | 17     | 19     | 18     | 16    | 13    | 7     | 8     | 11    | 15     | 19     | 21     | Σ | 183      |

| −22,22 |

| −20,56 |

| −16,11 |

| −7,22 |

| −3,89 |

| −3,33 |

| −1,11 |

| −2,22 |

| −5,56 |

| −9,44 |

| −16,11 |

| −22,22 |

| −22,22 |

| −20,56 |

| −16,11 |

| −7,22 |

| −3,89 |

| −3,33 |

| −1,11 |

| −2,22 |

| −5,56 |

| −9,44 |

| −16,11 |

| −22,22 |

## Demographie
Nach der Volkszählung von 2000 gab es in Greenwater 91 Einwohner, 46 Haushalte und 17 Familien. Die Bevölkerungsdichte betrug 23,6 pro km². Es gab 65 Wohneinheiten bei einer mittleren Dichte von 16,8 pro km².
Die Bevölkerung bestand zu 92,31 % aus Weißen, zu 2,2 % aus Indianern, zu 1,1 % aus Pazifik-Insulanern, und zu 4,4 % aus zwei oder mehr „Rassen“. Hispanics oder Latinos „jeglicher Rasse“ bildeten 1,1 % der Bevölkerung.
Von den 46 Haushalten beherbergten 6,5 % Kinder unter 18 Jahren, 30,4 % wurden von zusammen lebenden verheirateten Paaren, 4,3 % von alleinerziehenden Müttern geführt; 60,9 % waren Nicht-Familien. 37 % der Haushalte waren Singles und 4,3 % waren alleinstehende über 65-jährige Personen. Die durchschnittliche Haushaltsgröße betrug 1,98 und die durchschnittliche Familiengröße 2,61 Personen.
Der Median des Alters in der Stadt betrug 41 Jahre. 8,8 % der Einwohner waren unter 18, 16,5 % zwischen 18 und 24, 35,2 % zwischen 25 und 44, 34,1 % zwischen 45 und 64 und 5,5 65 Jahre oder älter. Auf 100 Frauen kamen 122 Männer, bei den über 18-Jährigen waren es 112,8 Männer auf 100 Frauen.
Alle Angaben zum mittleren Einkommen beziehen sich auf den Median. Das mittlere Haushaltseinkommen betrug 39.545 US$, in den Familien waren es 75.487 US$. Männer hatten ein mittleres Einkommen von 75.282 US$ gegenüber 41.250 US$ bei Frauen. Das Pro-Kopf-Einkommen betrug 36.466 US$. Etwa 0 % der Familien und 0 % der Gesamtbevölkerung lebte unterhalb der Armutsgrenze; das betraf 0 % der unter 18-Jährigen und 0 % der über 65-Jährigen.